# Thüringer Energie Team/Saison 2010
Dieser Artikel listet Erfolge und Mannschaft des Radsportteams Thüringer Energie in der Saison 2010 auf.

## Erfolge in der Continental Tour
| Datum        | Rennen                                          | Kat. | Fahrer         |
| ------------ | ----------------------------------------------- | ---- | -------------- |
| 28. April    | 4. Etappe Tour de Bretagne                      | 2.2  | John Degenkolb |
| 29. April    | 5. Etappe Tour de Bretagne                      | 2.2  | John Degenkolb |
| 26. Mai      | 4. Etappe FBD Insurance Rás                     | 2.2  | Maximilian May |
| 28. Mai      | 6. Etappe FBD Insurance Rás                     | 2.2  | John Degenkolb |
| 30. Mai      | 8. Etappe FBD Insurance Rás                     | 2.2  | John Degenkolb |
| 13. Juni     | Deutsche Meisterschaft – Straßenrennen (U23)    | NC   | John Degenkolb |
| 17. Juni     | 3. Etappe Thüringen-Rundfahrt                   | 2.2U | John Degenkolb |
| 15.–20. Juni | Gesamtwertung Thüringen-Rundfahrt               | 2.2U | John Degenkolb |
| 25. Juni     | Deutsche Meisterschaft – Einzelzeitfahren (U23) | NC   | Marcel Kittel  |
| 30. Juli     | 3. Etappe Tour Alsace                           | 2.2  | John Degenkolb |
| 21. August   | 2. Etappe Festningsrittet                       | 2.2  | Marcel Kittel  |

## Abgänge-Zugänge
| Zugänge           | Team 2009                 | Abgänge                       | Team 2010         |
| ----------------- | ------------------------- | ----------------------------- | ----------------- |
| Mike Willam       | Team Nutrixxion Sparkasse | Patrick Gretsch               | Team HTC-Columbia |
| Simon Nuber       | Neoprofi                  | Karsten Hess                  | Karriereende      |
| Jakob Steigmiller | Neoprofi                  | Sebastian May                 | Karriereende      |
|                   |                           | Florian Harbig (bis 31. Juli) | Unbekannt         |

## Mannschaft
| Teamkader 2010    | Teamkader 2010    | Teamkader 2010                  | Teamkader 2010  |
| Name              | Geburtsdatum      | Land                            | Vorheriges Team |
| ----------------- | ----------------- | ------------------------------- | --------------- |
| Marcel Barth      | 22. Mai 1986      | Deutschland                     |                 |
| Bastian Bürgel    | 27. Januar 1990   | Deutschland                     |                 |
| John Degenkolb    | 7. Januar 1989    | Deutschland                     |                 |
| Marcel Kittel     | 11. Mai 1988      | Deutschland                     |                 |
| Philipp Klein     | 24. April 1988    | Deutschland                     |                 |
| Maximilian May    | 6. Oktober 1988   | Deutschland                     |                 |
| Simon Nuber       | 28. März 1991     | Deutschland                     |                 |
| Jakob Steigmiller | 1. Januar 1990    | Deutschland                     |                 |
| Lucas Schädlich   | 25. November 1988 | Deutsche Demokratische Republik |                 |
| Mike Willam       | 24. Oktober 1990  | Deutsche Demokratische Republik |                 |
|                   |                   |                                 |                 |
| Quelle: UCI       |                   |                                 |                 |

Anmerkung: Marcel Barth
Anmerkung: Bastian Bürgel